# Scott Steiner
Scott Rechsteiner (* 29. července 1962), známý pod ringovým jménem Scott Steiner, je bývalý americký profesionální wrestler.
Proslavil se díky svému působení ve World Championship Wrestling (WCW), ale zápasil také pro Jim Crockett Promotions (JCP), World Wrestling Federation/Entertainment (WWF/WWE), Total Nonstop Action Wrestling (TNA, později Impact Wrestling) a Extreme Championship Wrestling (ECW). Je čtyřnásobným světovým šampionem ve wrestlingu, tyto pásy získával v různých organizacích. Je osmým zápasníkem WCW, co získal všechny hlavní tituly společnosti.
V osmdesátých a devadesátých letech dvacátého století zápasil po boku svého staršího bratra Ricka, vystupovali jako The Steiner Brothers. Získali spolu několik tag teamových titulů.

## Mládí
Narodil se 29. července 1962 v Bay City ve státě Michigan, zápasit začal již během studia na Michiganské univerzitě, stejně jako jeho bratr Rick.

## Televize
Zahrál si v jedné epizodě seriálu Čarodějky a také v pořadu Stevea Harveyho.

## Osobní život
Steiner je od 7. června 2000 ženatý s Christou Podsedly. Mají spolu dvě děti. Jeho synovec Bronson Rechsteiner je také profesionální wrestler a v současné době má smlouvu s WWE, kde vystupuje pod jménem Bron Breakker.

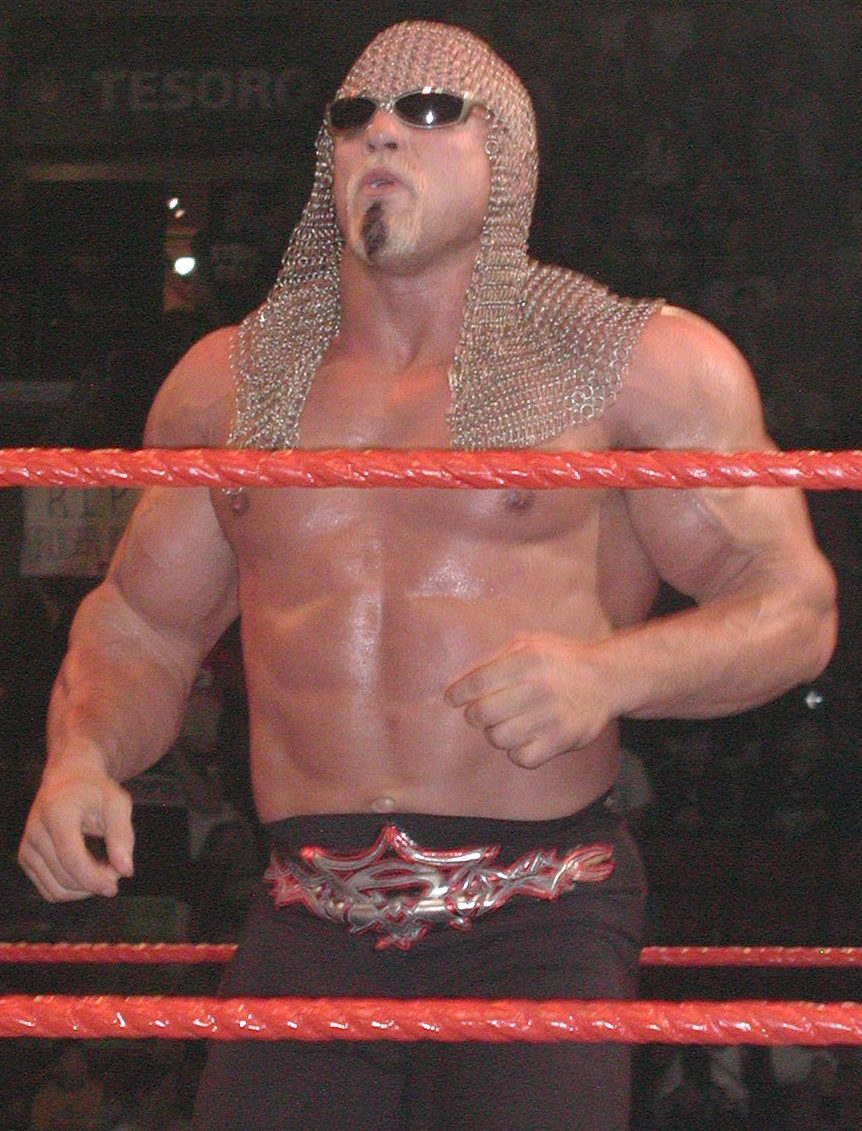
Scott Steiner v roce 2003

## Úspěchy a ocenění
- Big Time Wrestling
  - BTW Heavyweight Championship (1x)
  - Jimmy Valiant Boogie Jam Battle Royal (2022)
- Canadian Wrestling's Elite
  - CWE 123Approved.ca Television Championship (1x)
- Canadian Wrestling International
  - CWI Heavyweight Championship (1x)
- Continental Wrestling Association
  - CWA Tag Team Championship (3x) – s Billym Travisem (2) a Jedem Grundym (1)
  - Renegade Rampage Tournament (1988)
- Dutch Pro Wrestling
  - Dutch Heavyweight Championship (1x)
- George Tragos/Lou Thesz Professional Wrestling Hall of Fame
  - Class of 2014
- Jim Crockett Promotions / World Championship Wrestling
  - WCW World Heavyweight Championship (1x)
  - WCW World Television Championship (2x)
  - WCW United States Heavyweight Championship (2x)
  - NWA/WCW United States Tag Team Championship (1x) – s Rickem Steinerem
  - WCW World Tag Team Championship (7x) – s Rickem Steinerem
  - Pat O'Connor Memorial Tag Team Tournament (1990) – s Rickem Steinerem
  - WCW United States Championship Tournament (1999)
  - WCW United States Championship Tournament (April 2000)
  - London Lethal Lottery Tag Team Tournament - se Stingem
  - Eighth WCW Triple Crown Champion
- Memphis Wrestling Hall of Fame
  - Class of 2021
- Mid-Atlantic Championship Wrestling
  - MACW Hardcore Championship (3x)
  - NWA Mid-Atlantic Heavyweight Championship (1x)
  - NWA Mid-Atlantic Tag Team Championship (1x) – s Rickem Steinerem
- New Japan Pro-Wrestling
  - IWGP Tag Team Championship (2x) – s Rickem Steinerem
- Preston City Wrestling
  - PCW Tag Team Championship (1 time) – s Rickem Steinerem
- Pro Wrestling America
  - PWA Tag Team Championship (1 time) – s Rickem Steinerem
- Pro Wrestling Illustrated
  - Match of the Year (1991) s Rickem Steinerem vs. Lex Luger a Sting
  - Tag Team of the Year (1990, 1993) s Rickem Steinerem
  - Most Improved Wrestler of the Year (1989)
  - PWI ranked him No. 6 of the top 500 singles wrestlers of the year in the PWI 500 in 1991
  - PWI ranked him No. 77 of the top 500 singles wrestlers of the "PWI Years" in 2003
  - PWI ranked him No. 2 of the Top 100 Tag Teams of the "PWI Years" s Rickem Steinerem in 2003
- Pure Action Championship Wrestling
  - PACW Tag Team Championship (1x) – s Rickem Steinerem
- Ring Ka King
  - RKK Tag Team Championship (1x) – s Abyssem
  - World Cup of Ring Ka King (2012) – s Abyssem, Sir Brutus Magnus, Deadly Danda, a Sonjay Dutt
- Stars and Stripes Championship Wrestling
  - SSCW Heavyweight Championship (1x)
- Total Nonstop Action Wrestling / Impact Wrestling
  - TNA/Impact World Tag Team Championship (2x) – s Bookerem T (1) a Eli Drake (1)
  - Feast or Fired (2007 – X Division Championship contract)2
  - Feast or Fired (2007 – World Heavyweight Championship contract)3
- United Wrestling Federation
  - Rock 'n' Roll Express Tag Team Tournament (2007) - s Rickem Steinerem
- Universal Championship Wrestling
  - UCW Universal Heavyweight Championship (1x)
- World League Wrestling
  - WLW Tag Team Championship (1 time) – s Kylem Robertsem
- World Wrestling All-Stars
  - WWA World Heavyweight Championship (1x)
- World Wrestling Association (Indianapolis)
  - WWA World Heavyweight Championship (1x)
  - WWA World Tag Team Championship (1x) – s Jerrym Grahamem Jr.
- World Wrestling Council
  - WWC Universal Heavyweight Championship (1x)
- World Wrestling Federation/WWE
  - WWF World Tag Team Championship (2x) – s Rickem Steinerem
  - WWE Hall of Fame (Class of 2022) - as a member of The Steiner Brothers
- World Wide Wrestling Association
  - WWWA Heavyweight Championship (1x)
- Wrestling Observer Newsletter
  - Best Wrestling Maneuver (1989, 1990) Frankensteiner
  - Match of the Year (1991) s Rickem Steinerem vs. Hiroshi Hase and Kensuke Sasaki at WCW/New Japan Supershow
  - Tag Team of the Year (1990) s Rickem Steinerem
  - Worst Worked Match of the Year (2003) vs. Triple H na Royal Rumble